# Yauheni Lazuka
Yauheni Lazuka (en biélorusse, Яўген Лазука), né le 19 avril 1989 à Salihorsk, est un nageur biélorusse naturalisé azerbaïdjanais, spécialiste du papillon.
Lors de la 1re édition des Championnats du monde juniors de natation 2006, il remporte le titre du 50 m papillon.
Il remporte ensuite deux autres médailles lors des Championnats d'Europe juniors de 2007 à Anvers pour son pays de naissance qu'il représente lors des Jeux olympiques de Pékin.